# Karnoi
Karnoi – miasto w Sudanie; w stanie Darfur Zachodni; liczy poniżej 1000 mieszkańców.